# Sayaun thunga phool ka
Sayaun thunga phool ka (Nepalees: सयौं थुँगा फूलका, Nederlands: Wij zijn honderd bloemen) is het nationale volkslied van Nepal. Het is aangenomen op 3 augustus 2007. De tekst is van de dichter Pradeep Kumar Rai, de muziek is van Amber Gurung.

## Tekst
| Nepalees | Latijns alfabet | Vertaling in het Nederlands |
| --- | --- | --- |
| सयौं थुँगा फूलका हामी, एउटै माला नेपाली सार्वभौम भई फैलिएका, मेची-माहाकाली। प्रकृतिका कोटी-कोटी सम्पदाको आंचल वीरहरूका रगतले, स्वतन्त्र र अटल। ज्ञानभूमि, शान्तिभूमि तराई, पहाड, हिमाल अखण्ड यो प्यारो हाम्रो मातृभूमि नेपाल। बहुल जाति, भाषा, धर्म, संस्कृति छन् विशाल अग्रगामी राष्ट्र हाम्रो, जय जय नेपाल। | Sayaű thűgā phūlkā hāmī, euṭai mālā nepālī Sārwabhaum bhai phailiekā, Mechi-Mahākālī Prakritikā kotī-kotī sampadāko ā̃chala, bīrharūkā ragata le, swatantra ra aṭala Gyānabhūmi, śhāntibhūmi Tarāī, pahād, himāla Akhaṇḍa yo pyāro hāmro mātṛibhūmi Nepāla Bahul jāti, bhāṣhā, dharma, sãnskṛti chan biśhāla Agragāmī rāṣhṭra hāmro, jaya jaya Nepāla | Geweven uit honderden bloemen, zijn wij één land dat Nepal heet. Soeverein gespreid van Mechi tot Mahakali. Een eindeloze speelplaats voor de welvaart van de natuur. Uit het offer van onze strijders, een vrij en onverzettelijk volk. Een land van kennis, vrede, vlaktes, heuvels en hoge bergen. Ondeelbaar, de liefde voor ons moederland Nepal. Een wildgroei van vele rassen, talen, religies en culturen. Is deze vooruitstrevende natie van ons, leve Nepal! |

Onafhankelijke staten: Afghanistan · Armenië · Azerbeidzjan · Bahrein · Bangladesh · Bhutan · Brunei · Cambodja · China · Cyprus · Filipijnen · Georgië · India · Indonesië · Irak · Iran · Israël · Japan · Jemen · Jordanië · Kazachstan · Kirgizië · Koeweit · Laos · Libanon · Maldiven · Maleisië · Mongolië · Myanmar · Nepal · Noord-Korea · Oezbekistan · Oman · Oost-Timor · Pakistan · Qatar · Rusland · Saoedi-Arabië · Singapore · Sri Lanka · Syrië · Tadzjikistan · Thailand · Turkije · Turkmenistan · Verenigde Arabische Emiraten · Vietnam · Zuid-Korea
Niet algemeen erkende landen: Abchazië · Nagorno-Karabach · Palestina · Taiwan · Turkse Republiek Noord-Cyprus · Zuid-Ossetië